# Grimace Shake

El Grimace Shake es un batido con sabor a bayas vendido en los restaurantes McDonald's de Estados Unidos del 12 de junio al 9 de julio de 2023. El batido Grimace celebró el 52 cumpleaños de Grimace, el personaje amante de los batidos morados de McDonaldland.
El batido ganó popularidad en TikTok y YouTube con la tendencia #GrimaceShake, donde los usuarios se filmaron bebiendo el batido y luego encontrándose en situaciones siniestras y escenificadas. McDonald's dijo que no orquestó la tendencia TikTok, pero se benefició en las ventas de la mayor atención. Parte de la promoción de la bebida por parte de McDonald's implicó que McDonald's pagara a Fandom para reemplazar la página wiki de McDonald's de Grimace con un anuncio promocional, lo que enfureció a algunos fanáticos. Actualmente McDonald's está trayendo de vuelta al batido en varios países como Francia, Australia, Brasil, Uruguay y Panamá.

## Trasfondo
El personaje Grimace se presentó por primera vez en la franquicia de medios McDonaldland en 1971 como «Evil Grimace». Su personaje original tenía cuatro brazos y robaba los batidos de la gente. McDonald's pronto cambió su personaje por una masa violeta, sonriente, con dos brazos y amante de los batidos, que acompañaba a Ronald McDonald y otros personajes benévolos en anuncios y comerciales. Algunos representantes de McDonald's describieron a Grimace como una «encarnación de un batido o una papila gustativa», pero su identidad queda sujeta a la interpretación de muchos fanáticos. McDonald's describe que Grimace es un personaje que proviene de Grimace Island, junto con otros miembros de la familia, incluido el tío O'Grimacey, conocido por traer Batido Shamrock para el Día de San Patricio. La fecha exacta de su cumpleaños es incierta, aunque durante la promoción Grimace Birthday en junio de 2023 se dijo que tenía 52 años.

## Descripción del Producto
El Grimace Shake es un batido de color morado con sabor a bayas. Es una combinación de sabores de vainilla suave y frutos rojos. El sabor no fue revelado por la empresa. Muchos también informaron que probaron otros sabores como Fruity Pebbles o chicle. El batido se lanzó como un producto independiente y como parte de la comida de cumpleaños Grimace, que consiste en el batido, papas fritas medianas y la opción de un Big Mac o McNuggets de pollo de 10 piezas.

## Desenrollar
En junio de 2023, McDonald's anunció el lanzamiento cambiando su foto de perfil en las plataformas de redes sociales TikTok, Twitter e Instagram por una foto de Grimace mirando el Grimace Shake. Para acompañar el lanzamiento de la comida, McDonald's lanzó un juego de navegador con temática de Game Boy, Grimace's Birthday, desarrollado por Krool Toys, y otros productos inspirados en Grimace. McDonald's pagó a Fandom para que reemplazara el artículo sobre Grimace en la wiki de McDonald's con una promoción de su mercancía Grimace, lo que generó controversia. McDonald's sugirió que la gente hiciera donaciones a Ronald McDonald House Charities «en lugar de obsequios» para Grimace. El Grimace Shake se suspendió a partir del 9 de julio de 2023, ya que la promoción «Grimace's Birthday Meal» finalizó.

## Reseñas de la críticas
Algunos se han sentido confundidos sobre el sabor del Grimace shake, y los empleados de McDonald's citaron que sabe a «Grimace» después de que un cliente les preguntó sobre su sabor. Además de esta confusión, Grimace Shake recibió críticas polarizadas. Dane Rivera de Uproxx lo llamó el mejor sabor en la línea de batidos de McDonald's. Delish le dio una crítica positiva y lo calificó como «el batido de frutos rojos más dulce de tu vida». Rechel Chapman, que escribía para Elite Daily, «no era fanática del sabor», que describió como «muy afrutado y de sabor artificial». Una reseña de Insider describió el sabor como suave y no demasiado dulce, pero también artificial y, en última instancia, decepcionante. Steven Luyna de Mashed.com dijo que a pesar de que el batido era «bonito» y «de aspecto mágico», fue decepcionante  un «tributo inquietante a un tonto locuaz de color uva que merece mucho mejor».

## Tendencia en TikTok
Una tendencia de video de TikTok con el hashtag #GrimaceShake comenzó a circular después del lanzamiento del batido. En el video, los usuarios se grabaron deseándole a Grimace un feliz cumpleaños mientras bebían el batido. Luego, el video pasa a una escena en la que los usuarios se encuentran en posiciones inusuales y en lugares extraños, o son descubiertos muertos mientras estaban cubiertos de bebida. Los videos están organizados para que parezcan la escena de un crimen con el batido esparcido, lo que implica que Grimace es el asesino responsable de su transformación. Se consideró que el usuario de TikTok @thefrazmaz (Austin Frazier) había creado el primer ejemplo de esta tendencia. Esta tendencia surgió de una tendencia similar que involucró al Whopper lanzado para promocionar Spider-Man: Across the Spider-Verse debido a que ambos productos tenían colores poco naturales. La tendencia se extendió a otros productos, como los productos con temática de Barbie de Krispy Kreme y Cold Stone, donde los consumidores parecen más femeninos o «yasificados» después del consumo. Hasta el 12 de julio, el hashtag tenía más de mil millones de visitas.

### Respuesta de McDonald's
McDonald's no anticipó la popularidad del Grimace Shake ni sus tendencias relacionadas. La compañía respondió públicamente a la tendencia con un video de TikTok protagonizado por Grimace con la leyenda: «Fingiendo que no veo la tendencia de Grimace Shake [sic]», un intento humorístico de McDonald's de abordar la tendencia sin darse cuenta.
El director de redes sociales de McDonald's, Guillaume Huin, dijo que la tendencia Grimace Shake fue inesperada y la describió como «creatividad brillante, diversión sin filtros, humor absurdo de la generación Z». Sin embargo, en ese momento consideró que reconocer la tendencia sería arriesgado, ya que consideró que «la campaña ya fue un gran éxito, tanto desde el punto de vista social como empresarial, entonces, ¿por qué correríamos el "riesgo" de lanzarnos?».

## Impacto en las ventas
El lanzamiento del Grimace Shake y la publicidad resultante aumentaron las ventas de McDonald's en el siguiente trimestre en un 10,3 % en las tiendas que habían estado abiertas durante al menos un año. En el período abril-junio de 2023, las ventas aumentaron un 12 %, superando la estimación de The Wall Street Journal del 9,3 %. En el trimestre posterior al lanzamiento de Grimace Shake, McDonald's reportó ventas por 6.500 millones de dólares, lo que superó las estimaciones de ventas en 200 millones de dólares. Sin embargo, el aumento del negocio fue una molestia para algunos empleados, ya que algunos clientes se vertían el batido encima en la tienda.

## Controversias

### Publicidad
Muchos especularon que la tendencia Grimace Shake en TikTok era una estrategia publicitaria intencionada para dar a conocer la marca McDonald's entre el público más joven; su sabor indeterminado y su color púrpura antinatural han atraído una atención significativa en las plataformas de redes sociales. Sin embargo, la compañía ha declarado que nunca tuvo la intención de que el batido se volviera tan viral, y el director de redes sociales de McDonald's dijo: «Este fue un nivel de creatividad genial y diversión orgánica con el que nunca podría soñar o planear; todo fue desde el fans, y sólo los fans». La viralidad de la tendencia en las redes sociales también impulsó las ventas de McDonald's, ya que muchos acudieron a McDonald's para comprar el batido después de ver la tendencia en TikTok, lo que provocó que las tiendas se quedaran sin helado a primera hora del día.

### Publicidad de la Comunidad
Aproximadamente en el momento del lanzamiento de junio de 2023, McDonald's pagó a Fandom para reemplazar la página de Grimace en McDonald's Wiki con un anunció que promocionaba Grimace Shake y otros medios de Grimace, como el videojuego. Nathan Steinmetz, quien escribió el artículo original de Grimace, dijo que la medida interrumpió la independencia editorial. El personal de Fandom declaró que la publicidad paga de McDonald's duraría mientras dure la promoción Grimace Shake y los usuarios no tendrían capacidades de edición.